# Варни (племе)
Варни (пољ. Warnowie; рус. Ва́рны) су били западнословенско племе, део племенског савеза Бодрића. Живели су око реке Варнов (на простору области Мекленбург у данашњој немачкој држави Мекленбург-Западна Померанија). Према једној од теорија име реке Варнов је словенског порекла и значи река „Врана”. Најстарији спис у којем су Варни поменути је дело Адама од Бремена и у њему су забележени као „Варнаби”. Главни град им је био град Росток. У другој половини 9. века главни град био им је Радоним, а један од култних центара налазио се у граду Варнов, данас немачком граду Варнеминду. Још једно могуће средиште Варна је очувана тврђава у близини града Фридрихсрухе у региону Пархим.